# Le Russey
Le Russey je naselje in občina v francoskem departmaju Doubs regije Franche-Comté. Leta 1999 je naselje imelo 1.917 prebivalcev.

## Geografija
Kraj leži v pokrajini Franche-Comté v bližini meje s Švico, 67 km vzhodno od Besançona.

## Uprava
Le Russey je sedež istoimenskega kantona, v katerega so poleg njegove vključene še občine Le Barboux, Le Bélieu, Le Bizot, Bonnétage, La Bosse, Bretonvillers, Chamesey, La Chenalotte, Les Fontenelles, Grand'Combe-des-Bois, Laval-le-Prieuré, Longevelle-lès-Russey, Le Luhier, Le Mémont, Mont-de-Laval, Montbéliardot, Narbief, Noël-Cerneux, Plaimbois-du-Miroir, Rosureux in Saint-Julien-lès-Russey s 5.644 prebivalci.
Kanton Russey je sestavni del okrožja Pontarlier.